# 貝塞爾大學 (明尼蘇達州)

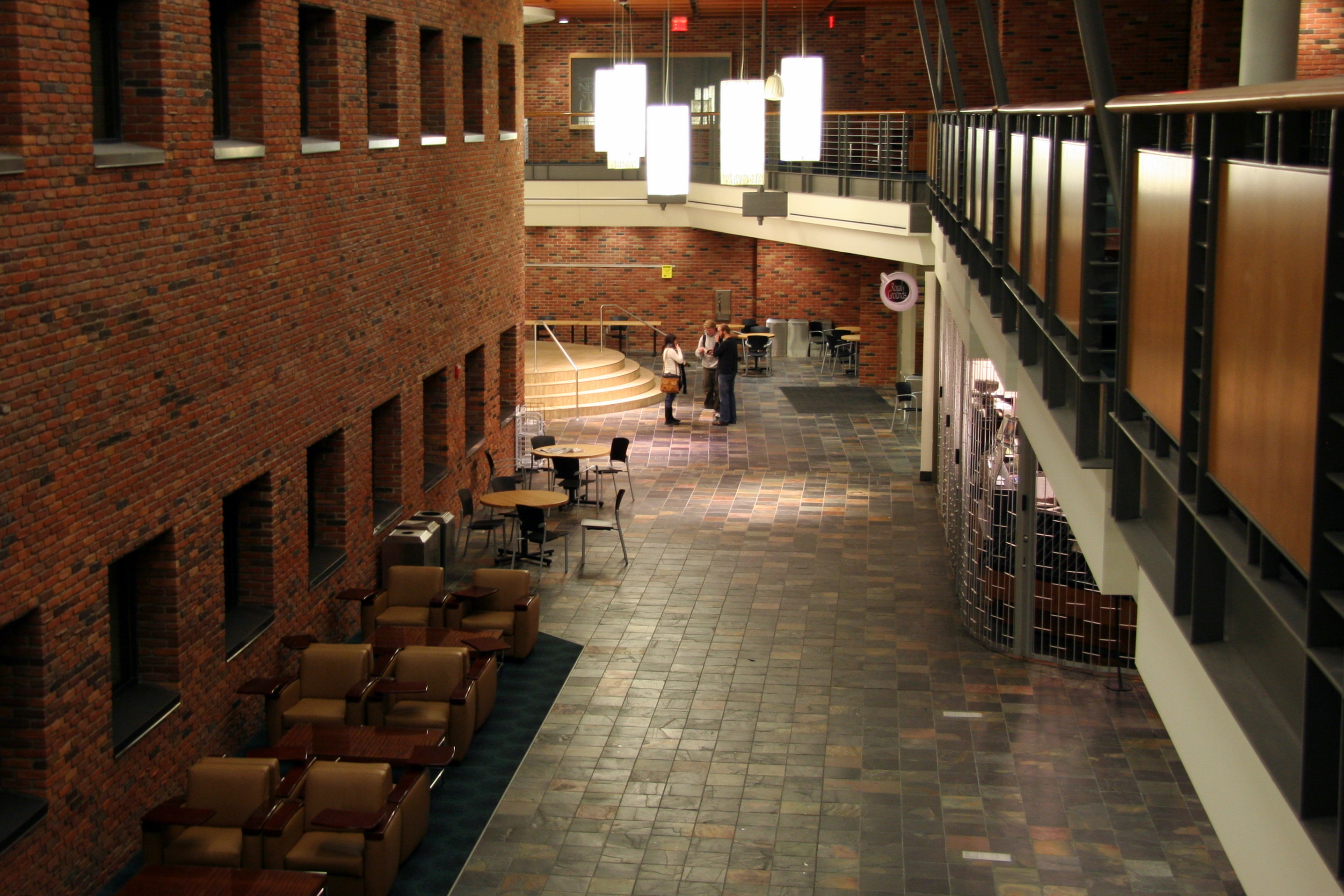
貝塞爾大學

貝塞爾大學（英語：Bethel University），是一所位於美國明尼蘇達州的私立大學。有將近6000名、來自36國的學生赴這所大學就讀學士學位、研究所學位、神學院學位和成人教育課程。這所學校的主校區位在明尼蘇達州阿登希尔斯（Arden Hills）。這一間學校提供表演藝術課程，包括班森宏偉會堂、一個音樂會堂和貝塞爾合唱團。這間學校的貝塞爾合唱團常到歐洲和Scandinavia表演。貝塞爾大學與the congregations of the Baptist General Conference有密切關係。

## 傑出校友
- Joel Hodgson, creator of (and main character in) Mystery Science Theatre 3000.
- Mary Pawlenty, former District Court Judge and wife of Minnesota Governor Tim Pawlenty.
- Ron Tschetter, Director of the Peace Corps.
- Randall M. "Randy" Hultgren, Republican member of the Illinois Senate.

## 認可機構
- 美國教育部認可。
- 中國教育部認可。
- 台灣教育部認可。[1]

## 學校排名
- 根據2009年的美國新聞與世界報導，貝塞爾大學為美國中西部第一級大學，排名第14名。[2]

## 外部連結
- 貝塞爾大學官方網站（页面存档备份，存于）

## 資料來源
1. ↑  .   [2009-11-13]. （原始内容存档于2008-10-22）.
2. ↑  .   [2009-09-11]. （原始内容存档于2009-11-21）.